# Dimitar Mutew

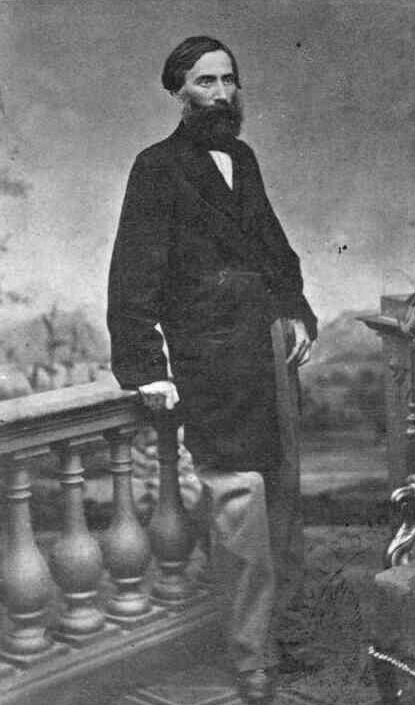
Dimitar Mutew als Direktor des Bolgrader Gymnasium, 1863

Dimitar Stefanow Mutew (auch Demetrius Mutieff oder Dimitar Mutev geschrieben, bulgarisch Димитър Стефанов Мутев Димитър Стефанов Мутьев; * 4. September 1818 in Kalofer, Osmanisches Reich (heute Bulgarien); † 13. Januar 1864 in Bolhrad, Fürstentum Rumänien) war ein bulgarischer Doktor der Physik, Pädagoge, Übersetzer und Herausgeber aus der Zeit der Bulgarischen Nationalen Wiedergeburt. Seine jüngere Schwester Jelena Mutewa gilt als die erste bulgarische Dichterin und übersetzte das Lied Stille Nacht, heilige Nacht ins Bulgarische.
Als Autor eines naturkundlichen Lehrbuches wird er als einer der Begründer der bulgarischen Botanik, Zoologie, Mineralogie angesehen.

## Leben
Dimitar Mutew wurde am 4. September 1818 in dem im Balkangebirge liegenden und damaligen osmanischen Kalofer in einer Händlerfamilie von Marija und Stefan Mutewi geboren. Sein Onkel Ewstati Mutew gehörte zusammen mit Nikolaj Toschkow und Dimitar Kokalanow zu den Stifter der Lancaster-Schule in Kalofer. Dimitar besuchte wie er in seiner Vita beschrieb, im versklavten Bulgarien in Kalofer die Bulgarische und in Plowdiw die Griechische Schule. Wahrscheinlich mit dem Abzug der russischen Truppen im Züge des Russisch-Türkischen Krieges (1828–1829) emigrierte seine Familie wie tausende weitere. 1831 ging er zusammen mit seinem Bruder Christo in die Walachei, wo er anderthalb Jahre die Landessprache und das Neugriechische erlernte. In der seiner Vita erklärt er, dass er in der Walachei gelernt habe, weil es „in meiner Heimat überhaupt keine Schulen [mehr] gab“. Ab Februar 1833 ist Dimitar im russischen Odessa, wo ihm im Alter von 15 Jahren ein Taufschein erstellt wurde. Auch der Name seines Onkels, Ewstati Mutew, taucht in den Registern als Händler auf.
In Odessa besuchte Dimitar die letzten vier Klassen des siebenklassigen Gymnasiums am Lycée Richelieu. Er schloss das Gymnasium 1837 mit Auszeichnung ab und begann das Studium an der Fakultät für Physik- und Mathematik am Lycée. Im selben Jahr wurde das Lycée einer Universität gleichgestellt. Am 22. Juni 1840 bescheinigte der Rat des Lycée Dimitar Mutew den Studienabschluss eines vollständigen Studiums aus. In seinem Jahrgang war er der Zweitbeste und auf Anraten seines Professors Brun, setzte er sein Studium an der Philosophischen Fakultät der Universität Bonn fort, wo er Anthropologie, Chemie, Botanik und Mathematik studierte. Im vierten Semester wählte Dimitar Mutew die Meteorologie als Teil seiner Spezialisierung aus. Mit De Psychrometria promovierte Mutew 1842 in Physik an der Humboldt-Universität zu Berlin. Damit ist er der erste bulgarische Doktor der Physik und neben Atanas Bogoridi (1816) und Petar Beron (1831) einer der ersten bulgarischen Doktoranden in Deutschland.
Nach seinem Abschluss lebte Mutew in Odessa, Moskau und Sankt Petersburg, wo sich zu dieser Zeit größere bulgarische Emigrantengemeinden befanden. Dennoch bleiben die Informationen wo und was Dimitar Mutew nach der Verteidigung seiner Dissertation – von 1842 bis Mitte 1857 oder vielleicht 1856 – gearbeitet hat rar. Einiger Forscher sowie Weggefährten wie Jow Titorow geben an, dass er in dieser Zeit an der Universität Moskau habilitierte. Seit spätestens dieser Zeit stand Mutow in regelmäßiger Korrespondenz mit Najden Gerow, der ein Familienfreund war. So spricht Dimitar Mutew aus der Zeit von November 1846 bis September 1848 in seinen Briefen an Gerow, dass er seine Verpflichtungen so schnell wie möglich nachzukommen werde. Wahrscheinlich unterstützte Mutew in dieser Zeit Gerows Zweiklassenschule in Kopriwschtiza, da fast überall Mutew über das Versenden von Büchern für die Schule schreibt. Er beschreibt dabei wie Bücher versendet werden können, per Post, durch die Handelsbüros der Bulgaren in Odessa, oder durch in Russland lebende Studierende wie Sachari Knjascheski, Nikola Kasapski. Die Briefe enthalten auch Nachrichten über Ernennungen zu leitenden Verwaltungspositionen in Odessa und den Wechsel von Konsuln in der Stadt, über den hohen Klerus, über das Lycée Richelieu sowie über die Cholera-Epidemie in der Stadt. Auch als Gerow 1850 die Kyrill und Method Schule in Plowdiw übernahm, erhielt wer weiterhin Bücher und Informationen von Mutew.
Aus den Briefen von Gerow sind auch mehrere Aufenthalte in Moskau zwischen Herbst 1848 und 1851 bekannt. So besuchte er 1849 zusammen mit Spiridon Palausow den Historiker Ossip Bodjanski nach dessen Habilitierung. Mutew ist ebenfalls im Januar 1850 in Moskau, als Palausow Mutew als sehr guter Kenner der Neugriechischen Sprache dem Historiker Michail Pogodin vorstellt. 1851 schreibt Christo Mutew an Gerow, dass sein Bruder sich seit 4 Jahren in St. Petersburg befindet. Wahrscheinlich pendelte Dimitar in dieser Zeit zwischen den drei Städten und kehrte immer wieder nach Odessa zurück. 1848 kündigte Mutew im Zarigradski westnik (=Konstantinopeler Zeitung) die Veröffentlichung des Buches Китка от Балкана, welche er jedoch nicht realisierte. Für letzteres wurde er ebenfalls in Zarigradski westnik, in der Ausgabe vom 27. August 1849 vom Dobri Tschintulow kritisiert. Mutew korrespondierte auch mit Ismail Sresnewski, der in seinem Denkmäler und Beispiele der Volkssprache und Literatur (1852) Bulgarische Sprichwörter und Redewendungen nach Dimitar Mutew veröffentlichte.
Während des Krimkrieges wurde Mutew am 21. April 1854 aus den Reihen der bulgarischen Gemeinde in Odessa in das Bulgarische Komitee vor Ort gewählt, welches während des Krieges die Koordination zwischen der russischen Armee und die Bulgarische Bevölkerung übernahm. Dieses Komitee sollte nach den Überlegungen seiner Organisatoren das künftige Schicksal Bulgariens bestimmen. Weitere Mitglieder des Komitees waren Nikolaj Palausow, Najden Gerow, Sawa Radulow, Sawa Filaretow, Stefan Isworski, Kostaki Popowitsch. Im selben Jahr erkrankte und starb an Tuberkulose seine Schwester Elena, Dimitar erkrankte selbst nach dem Ende des Krieges im Winter 1855/56 und zog sich zu zurück. In einem undatierten Brief von Filaretow an Najden Gerow, wahrscheinlich aus dem Jahr 1856, schlägt er Mutew als Mitglieder des Bulgarischen Kuratoriums von Odessa vor.
Auch die einflussreiche bulgarische Gemeinde von Zarigrad (bulg. für Istanbul) wurde auf Mutew aufmerksam. So bot die bulgarische Kirchengemeinde in der osmanischen Hauptstadt Mutew zunächst den Direktorposten der bulgarischen Schule vor Ort. Anfang 1857 ersuchten die Mitglieder der Bulgarischen literarischen Gesellschaft dort die Unterstützung von Gerow, da deren Angebot an Mutow für die Herausgabe und Finanzierung einer zukünftige periodische Zeitschrift der Gesellschaft unbeantwortet blieb. Nach einem Brief von Gerow vom März 1857 willigte schließlich Mutew ein. Im Juli des gleichen Jahres 1857 besuchte Mutew Zarigrad, wurde Mitglied der Bulgarischen Geistigen Gesellschaft dort und führte erste Gespräche über die Zeitschrift. Laut Gerow kehrte Dimitar noch einmal nach Odessa zurück, wo er am 25. August Alexandra Laurent in der Verklärungskathedrale heiratet. Trauzeuge seitens Mutew waren Nikolaj Palausow und sein Cousin Nikolaj Toschkow. Am 2. September kam das frische Paar in Zarigrad an.
In Zarigrad angekommen veröffentlichte Dimitar Mutew die Zeitschriften der Bulgarischen literarischen Gesellschaft: Bulgarische Büchlein (bulgarisch Български книжици Balgarski knischizi) und zusammen mit Dragan Zankow das Jahrbuch „Monat der bulgarischen Literatur“ (bulgarisch Месецослов на българската книжнина Mesezoslow na balgarskata knischnina). Als Naturforscher widmete er der naturwissenschaftlichen Bildung in der Zeitschrift viel Raum und plädierte für eine enge Verbindung zwischen Natur- und Sozialwissenschaften. So schrieb er in der fünften Ausgabe aus dem 1858: Es besteht kein Zweifel, dass zu einer vollständigen Bildung ein gleichberechtigtes Studium der alten und neuen Sprachen einerseits und der Naturwissenschaften und der Geschichte andererseits gehört. Darüber hinaus stellte Mutews hohe Anforderungen an die zu veröffentlichenden Texten, Quellenangaben und deren Struktur, welche von den nächsten Redakteuren übernommen wurden. Einige Zeitzeugen nennen daher die Zeitschrift als die beste bulgarische Zeitschrift, die vor der Befreiung publiziert wurde.
Mutew fertigte die erste bulgarische Übersetzung des Romans Onkel Toms Hütte von Harriet Beecher Stowe an und publizierte sie 1858 mit einem Vorwort in der Zeitschrift Bulgarische Büchlein als Beilage. Trotzdem ist die Autorenschaft vieler Artikel in den 16 von Mutew publizierten Ausgaben nicht belegt. Einige davon sind Übersetzungen aus dem Französischen, Griechischen, Englischen und können dennoch mit der Sprachbegabung Mutews in Verbindung gebracht werden. Als Plattform für die Bulgarische Literatur aus der Wiedergeburtszeit, spielte die Zeitschrift bei der Herausbildung einer Bulgarischen Standardsprache eine führende Rolle. Mutews Still wurde dabei von vielen gewürdigt, wie von Gawril Krastewitsch: Die Einfachheit und Klarheit seines Ausdrucks und gleichzeitig die Süße und Geschmeidigkeit seiner Sprache sind vier seltene Charaktere in unserer heutigen Literatur, die die Aufmerksamkeit und damit die Freude jedes Bulgaren auf sich ziehen können.
Mutew arbeitete in Zarigrad gleichzeitig als Korrespondent für mehrere russischen Periodika.
Nach etwa einem Jahr verschlechterte sich Mutews Gesundheitszustand und er war gezwungen, die Redakteursfunktionen an Iwan Bogorow zu übertragen. Er verließ mit seiner Familie Zarigrad und ließ sich zunächst in Odessa und dann in Bolgrad (1859) nieder. Die Bogoridi-Familie konnte ihn dabei 1859 als Direktor für das Bolgrader Gymnasium gewinnen, das erste bulgarische Gymnasium der Neuzeit. Er blieb Direktor des Gymnasiums bis zu seinem Tod am 13. Januar 1864. Dabei spielte Mutew eine wichtige Rolle dabei, das Gymnasium zu einem wichtigen Zentrum der bulgarischen Kultur zu etablieren. Er initiierte zudem die Einrichtung eines Internats und einer Druckerei am Gymnasium.

## Familie
Der Komponist Nikola und der Jurist Christo waren neben der Dichterin Elena weitere Geschwister von Dimitar. Elena war Mitglied des Odessa Literaturkreises und wird als die erste bulgarische Dichterin angesehen, dessen Werke postum von Dimitar in der Zeitschrift Bulgarische Büchlein veröffentlicht wurden. Über die Schwester seines Vaters, Rada Mutew-Slatowitsch, war Dimitar mit der ebenfalls aus Kallofer stammende und später in Zarigrad niedergelassene Kaufmannsfamilie Slatowitsch verwandt, der Zagigrader Kaufmann und Spender Georgi Slatowitsch war sein Cousin 1. Grades. Mit der Schwester seiner Mutter Ana Kirooglu-Toschkewitsch war Dimitar Mutew mit der Händlerfamilie Toschkow verbunden. Beide Familien, Mutew und Toschkow teilten in Odessa ein Doppelhaus. Die Brüder Nikolaj Toschkow und Stefan Toschkewitsch waren Großhändler und Förderer während der Wiedergeburtszeit und Gründungsmitglieder des Bulgarischen Kuratoriums von Odessa. Die Tochter von Stefan Marija, aus der Ehe mit Ana Kirooglu, heiratete Ludwig Della-Vos, Bruder des russischin Physikers und Hochschullehrers Wiktor Karlowitsch Della-Vos. Aus dieser Ehe wurde die Künstlerin Olga Ludwigowna Della-Vos geboren, die mit dem Maler Dmitri Nikolajewitsch Kardowski verheiratet war. Nikolaj Toschkow, der als Händler die bulgarische Aufklärungsbewegung und Revolutionsbewegung finanziell unterstütze und Mitglied der Inneren Revolutionären Organisation war, war Trauzeuge von Dimitar Mutew. Nikolaj Palausow, ein weiterer Trauzeuge von Mutew, war ein weiteres Gründungsmitglied des Kuratoriums, bulgarisch-russischer Journalist und Aktivist der bulgarischen Wiedergeburt. Sowohl Palausow als auch Toschkow spielten 1869 als Mitglieder des Kuratoriums eine wichtige Rolle bei der Finanzierung und Gründung der Bulgarischen Literarischen Gesellschaft, der späteren Bulgarischen Akademie der Wissenschaften.
Dimitar Mutew war mit Alexandra Loran, die Tochter des aus Lausanne stammende Jean Laurent (Dozent für Naturwissenschaft, Geschichte und Französische Literatur am Richelieu-Lyzeum in Odessa), verheiratet. Mit ihr hatte er einen Sohn, Wladimir († 1916) und eine Tochter, Olga (* 16. Februar 1861; † 20. Juli 1862). Wladimir Dimitriewitsch Mutew wurde hoher russischer Beamter, der zwischen 1900 und 1910 für die Pensionskassen der Lehrer verantwortlich war, in St. Petersburgs lebte und mit Elisaweta Pawlowna verheiratet war. Der Bruder von Alexandra, Nikolaj Laurent (1820–1892), arbeitete beim Generalgouverneur von Neurussland und Bessarabien sowie hatte über mehrere Jahre Ämter im Kaukasus inne. Vor ihm sind Beiträge zur Erforschung des Kaukasus sowie ein 1854 in der Zeitung von Odessa (ukrainisch Одесский вестник) veröffentlichte Artikel über die Bulgarische Kolonialisierung von Bessarabien bekannt, welcher nach seinem Tod postum in der Zeitschrift Russkij Archiv (russisch Русский архив ‚Russisches Archiv‘) veröffentlicht wurden.

## Werke und Bedeutung für die Aufklärung
Während seiner Zeit galt Dimitar Mutew als einer der gebildetsten Persönlichkeiten der nationalen Wiedergeburt. Er sprach zehn Sprachen und war einer der ersten Bulgaren, dem es gelang, seinen Doktortitel zu verteidigen. Seine Dissertation De Psychrometria widmete sich der Meteorologie und dem Thema der Feuchtebestimmung durch vergleichende Temperaturmessung mit zwei Thermometern (→Psychrometrie). Das Werk hat in eine Reihe von Wissenschaftlerinnen und Wissenschaftlern großes Interesse geweckt, indem sie die in der Dissertation verwendeten Methoden und ihre Relevanz für die gesamte Wissenschaft untersuchten.
Für die geistige Aufklärung der Bulgaren in der Wiedergeburtszeit war die Arbeit von Dimitar Mutew als Herausgeber der Zeitschrift Bulgarische Büchlein (bulgarisch Български книжици Balgarski knischizi) am bemerkenswertesten. Er hat ein Konzept für das Magazin vom ersten Jahr bis zur Ausgabe Nr. 14 entwickelt. Die Hefte 14–16 wurden gemeinsam mit Iwan Bogorow erstellt, der seit dem 17. September 1858 Zusammenstellung der Hefte übernahm. Die Themen der Zeitschrift waren vielfältig – Geschichte, Naturwissenschaften, Folklore, Literatur und Übersetzungen. Die Zeitschrift wurde zu einer Plattform für die Veröffentlichung einer Reihe von bulgarischen Originalwerken, darunter die erste lange Kurzgeschichte auf Bulgarisch, Wassil Drumews Die unglückliche Familie (bulgarisch Нещастна фамилия), oder die Poemen Vögelchen (bulgarisch Голапче), Perle (bulgarisch Бисера), Verlangen (bulgarisch Желание) von Konstantin Miladinow. Weitere Vertreter der Bulgarischen Aufklärung wie Petko Slawejkow, Todor Burmow, Spiridon Palausow oder Dschinot schrieben regelmäßig Artikel oder Kommentare für die Zeitschrift und fundierte als Ihre Korrespondenten. Enthalten waren auch Übersetzungen, zum Teil auch vom Herausgeber selbst erstellte, wie Mutews Übersetzung von Harriet Beecher Stowes Roman Onkel Toms Hütte (1858). Aufgrund der Stilistik und die Tendenz zu einer klar aufgelisteten Bibliographie werden auch weitere Artikel, die nicht signiert wurden ihm zugeschrieben.
Mutews Übersetzung von Onkel Toms Hütte wurde von vielen Aufklärern der Wiedergeburtszeit hoch geschätzt. Der erste bulgarische Literaturkritiker, Nescho Bontschev, empfahl die Übersetzung in einem Brief an seine Mutter als Lesung für seine Schwester. Ursprünglich wurde es als direkte Übersetzung ohne Zwischensprache angesehen, d. h. es wurde keine andere Übersetzung verwendet, um die bulgarische Übersetzung zu erstellen. Maria Pilewa entdeckte, dass Dimitar Mutew ein fertiges Vorwort aus der ersten russischen Ausgabe des Romans mit dem Titel russisch Хижина Дяди Тома übersetzt hatte, der als Anhang zu Heft 1 von Bd. 12 von 1857 der Zeitschrift Russki Westnik. Die Verdoppelung der Konsonanten in einigen Namen – Миссисипи, Гарри und andere – deutete in Mutews Übersetzung auf eine russische Spur hin.
Weitere seiner Werke waren:
- Метеорологически явления, Balgarski knischizi, Jahr. 1, 1858, Buch 1, Zarigrad, S. 15–34.
- За леточислението или хронологията. – Месецослов [на българската книжнина] за 1859 г, Zarigrad, 1859, S. 1–42.
- Естествена история за първо запознавание с естеството, basierend auf Handschriften Dimitar Mutew, Plowdiw, 1869